# Museo Artecampo
El Museo Artecampo: Arte Originario y Popular de las Tierras Bajas es un museo de arte originario y popular de las tierras bajas de Bolivia, ubicado en la ciudad de Santa Cruz de la Sierra. Es un proyecto del Centro de Investigación, Diseño Artesanal y Comercialización Cooperativa (CIDAC). Fue instaurado en 2017, sin embargo es resultado de un proceso de investigación, rescate y recuperación del patrimonio material de los pueblos del oriente boliviano que inició en 1980. El museo se encuentra situado en la avenida José Estenssoro Nro 3310, sobre el 3er anillo externo entre la avenida Roca y Coronado y Radial 19.

## Historia
El Museo Artecampo (Arte Originario y Popular) inició con un trabajo de investigación en 1980. Ada Sotomayor de Vaca y Laura Zanini  empezaron una expedición por distintas regiones del departamento de Santa Cruz para poder identificar a las artesanas de las tierras bajas y las técnicas que utilizaban.
El museo trabaja de la mano con Artecampo (Asociación de Artesanas del Campo), la cual comprende 14 asociaciones locales de artesanas de todas las regiones del departamento de Santa Cruz y algunas del departamento de Chuquisaca y Tarija. La lista de afiliados se determina mediante la siguiente lista:
- Taller de jóvenes pintores de Urubichá
- Asociación de Tejedoras de Hamacas Cooreporaviqui (Urubichá)
- Asociación de Bordadoras de Ascensión de Guarayos
- Asociación de Tejedoras de Palma Jipijapa de la Provincia Ichilo
- Asociación de Bordadoras de Los Tajibos – La Primavera
- Asociación de Tejedoras de Chipas y Bordadoras de San Antonio de Lomerío
- Asociación de Talladores de Madera de San Miguel de Velasco
- Asociación de Tejedoras de Garabatá y talladores Ayoreode
- Asociación de Ceramistas de Cotoca
- Taller Experimental de Santa Cruz de la Sierra
- Asociación de Artesanas de Vallegrande
- Asociación de Alfareras de Tentayapi (Chuquisaca)
- Asociación de Tejedoras Sumbi-Regua
- Artesanos Talladores y Tejedoras Weenhayek (Tarija)

## Colecciones

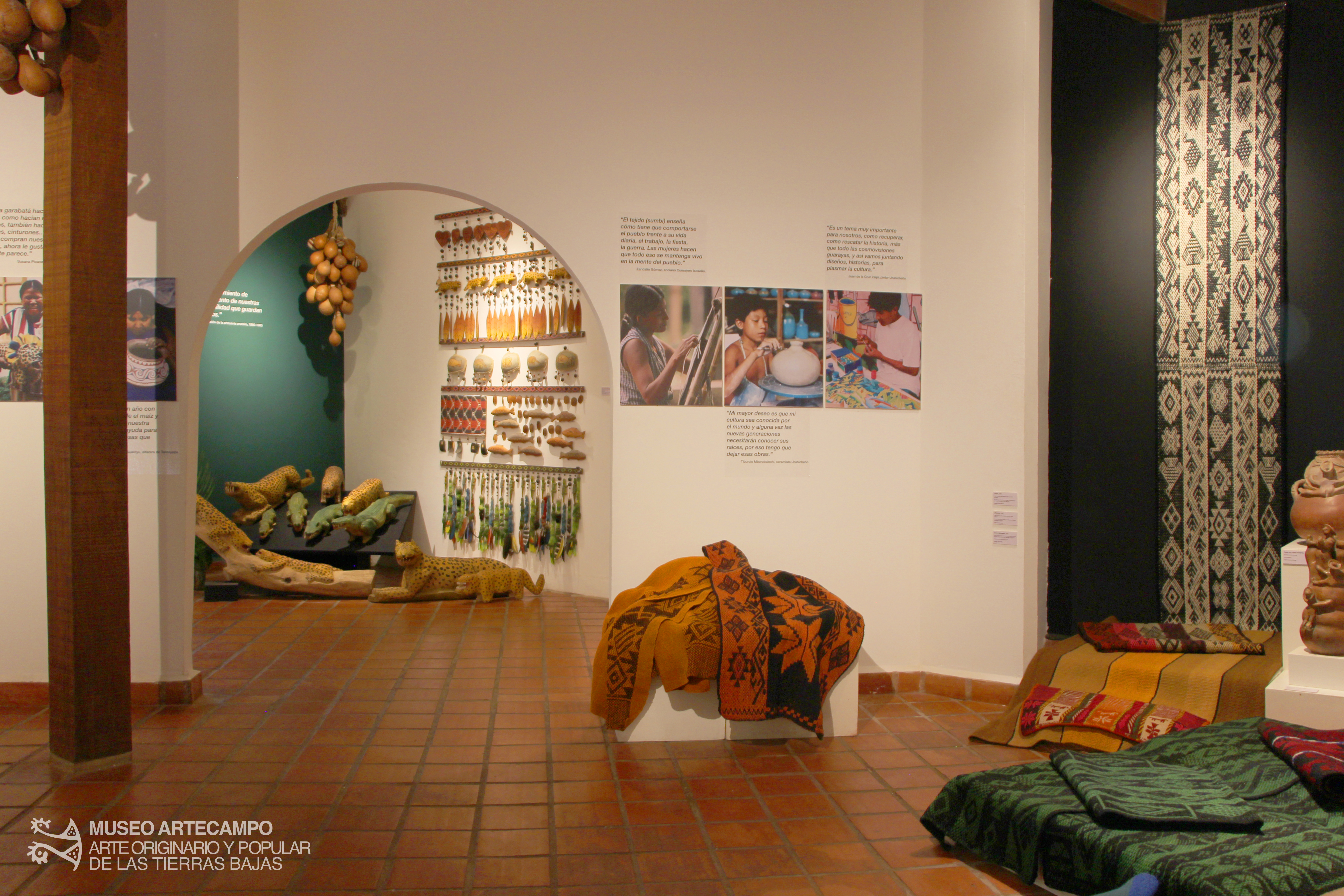
Muestra de la exhibición permanente en sala del Museo Artecampo

El museo alberga obras de arte de culturas del Oriente boliviano y exhibe una colección de 205 obras de piezas contemporáneas de los grupos étnicos guaraní, ayoreo, guarayo, chiquitano y comunidades interculturales del Oriente boliviano. Su patrimonio incluye textiles isoseños, cerámica guaraní de Tentayape, textiles Vallegrandinos, esculturas de cerámica, pintura en madera, tallados, textiles y arte plumario ayoreo.